# Libertas Trogylos Basket 1990-1991
La stagione 1990-1991 della Libertas Trogylos Basket è stata la quinta consecutiva disputata in Serie A1 femminile.
Sponsorizzata dall'Enimont, la società siracusana si è classificata al quinto posto nella massima serie; ai play-off è stata eliminata in semifinale da Cesena.

## Verdetti stagionali
Competizioni nazionali
- Serie A1:

stagione regolare: 5º posto su 16 squadre (18-12);
play-off: eliminata in semifinale da Cesena (2-2).

## Rosa
| Giocatrici |
| ---------- |

| N° | Naz.                   | Ruolo | Sportivo           | Anno | Alt. |  |
| -- | ---------------------- | ----- | ------------------ | ---- | ---- |  |
|    | Stati Uniti (bandiera) | C     | Regina Street      | 1962 | 194  |  |
|    | Stati Uniti (bandiera) |       | Lisa Long          |      |      |  |
|    | Brasile (bandiera)     |       | Hortência          | 1959 | 174  |  |
|    | Italia (bandiera)      | A     | Cristina Rivellini | 1970 | 182  |  |
|    | Italia (bandiera)      | G     | Sofia Vinci        | 1966 | 175  |  |
|    | Italia (bandiera)      | C     | Pina Tufano        | 1965 | 201  |  |
|    | Italia (bandiera)      | P     | Nadia Raimondi     | 1966 |      |  |
|    | Italia (bandiera)      | A     | Elisabetta Pasini  | 1967 | 180  |  |
|    | Italia (bandiera)      |       | Roberta Gitani     | 1963 |      |  |
|    | Italia (bandiera)      | C     | Daniela Grande     |      |      |  |
|    | Italia (bandiera)      |       | Cinzia Genualdo    | 1968 |      |  |

| Staff tecnico             |
| ------------------------- |
| Allenatore: Santino Coppa |

## Statistiche

### In campionato
| Giocatrice | Gare | Punti | Minuti | Tiri da due | Tiri da due | Tiri da due | Tiri da tre | Tiri da tre | Tiri da tre | Tiri liberi | Tiri liberi | Tiri liberi | Rimbalzi | Rimbalzi | Palle | Palle | Val. |
| Giocatrice | Gare | Punti | Minuti | R           | T           | %           | R           | T           | %           | R           | T           | %           | O        | D        | P     | R     | Val. |
| ---------- | ---- | ----- | ------ | ----------- | ----------- | ----------- | ----------- | ----------- | ----------- | ----------- | ----------- | ----------- | -------- | -------- | ----- | ----- | ---- |
| Street     | 30   | 579   | 1009   | 227         | 368         | 61,7        | 0           | 0           |             | 125         | 186         | 67,2        | 129      | 215      | 77    | 86    | 730  |
| Long       | 21   | 386   | 703    | 163         | 311         | 52,4        | 0           | 3           | 0,0         | 60          | 91          | 65,9        | 68       | 56       | 50    | 72    | 350  |
| Hortensia  | 9    | 298   | 328    | 74          | 138         | 53,6        | 25          | 51          | 49,0        | 75          | 85          | 88,2        | 7        | 22       | 46    | 22    | 203  |
| Rivellini  | 30   | 263   | 733    | 66          | 130         | 50,8        | 30          | 109         | 27,5        | 41          | 73          | 56,2        | 9        | 20       | 46    | 25    | 96   |
| Vinci      | 30   | 190   | 603    | 57          | 136         | 41,9        | 1           | 9           | 11,1        | 73          | 114         | 64,0        | 4        | 36       | 37    | 24    | 89   |
| Tufano     | 30   | 167   | 818    | 69          | 141         | 48,9        | 0           | 0           |             | 29          | 40          | 72,5        | 42       | 110      | 30    | 46    | 252  |
| Raimondi   | 30   | 95    | 604    | 33          | 92          | 35,9        | 3           | 10          | 30,0        | 20          | 32          | 62,5        | 6        | 31       | 30    | 46    | 70   |
| Pasini     | 30   | 68    | 378    | 28          | 60          | 46,7        | 2           | 4           | 50,0        | 6           | 12          | 50,0        | 1        | 8        | 39    | 25    | 23   |
| Gitani     | 30   | 65    | 500    | 9           | 17          | 52,9        | 11          | 52          | 21,2        | 14          | 21          | 66,7        | 4        | 31       | 33    | 52    | 63   |
| Grande     | 30   | 41    | 250    | 14          | 40          | 35,0        | 0           | 3           | 0,0         | 13          | 28          | 46,4        | 20       | 13       | 6     | 6     | 30   |
| Genualdo   | 8    | 11    | 74     | 4           | 14          | 28,6        | 0           | 2           | 0,0         | 3           | 3           | 100,0       | 0        | 4        | 5     | 4     | 2    |